# 트로이카 (기업)
주식회사 트로이카(일본어: 株式会社トロイカ 가부시키가이샤 도로이카[*], 영어: TROYCA Inc.)는 전 AIC 프로듀서 나가노 토시유키, 촬영 감독 카토 토모노리, 연출가 아오키 에이가 5월에 설립한 일본의 애니메이션 스튜디오이다.

## 작품

### 텔레비전 애니메이션
- 알드노아. 제로
- 사쿠라코 씨의 발밑에는 시체가 묻혀 있다
- Re:CREATORS
- 아이돌리쉬 세븐
- 이윽고 네가 된다
- 로드 엘멜로이 2세의 사건부 - {레일 체펠린} 그레이스 노트
- 아이돌리쉬 세븐 Second BEAT!
- 아이돌리쉬 세븐 Third BEAT!
- 닌자 잇토키
- 오버테이크!
- ATRI -My Dear Moments-
- 완벽해서 귀여운 구석이 없다고 파혼당한 성녀는 이웃 나라에 팔린다

### Web 애니메이션
- 아이돌리쉬 세븐 Vibrato